# Miconia pergamentacea
Miconia pergamentacea är en tvåhjärtbladig växtart som beskrevs av Célestin Alfred Cogniaux. Miconia pergamentacea ingår i släktet Miconia och familjen Melastomataceae.
Artens utbredningsområde är Colombia. Inga underarter finns listade i Catalogue of Life.